# Фіалка (річка)
Фіалка — річка в Україні, у Гадяцькому районі Полтавської області. Ліва притока Куличихи (басейн Дніпра).

## Опис
Довжина річки приблизно 5,8 км.

## Розташування
Бере початок на північному заході від Плішивця. Тече переважно на північний захід через Великі Будища і впадає у річку Куличиху, ліву притоку Груні.